# Dürnhausen

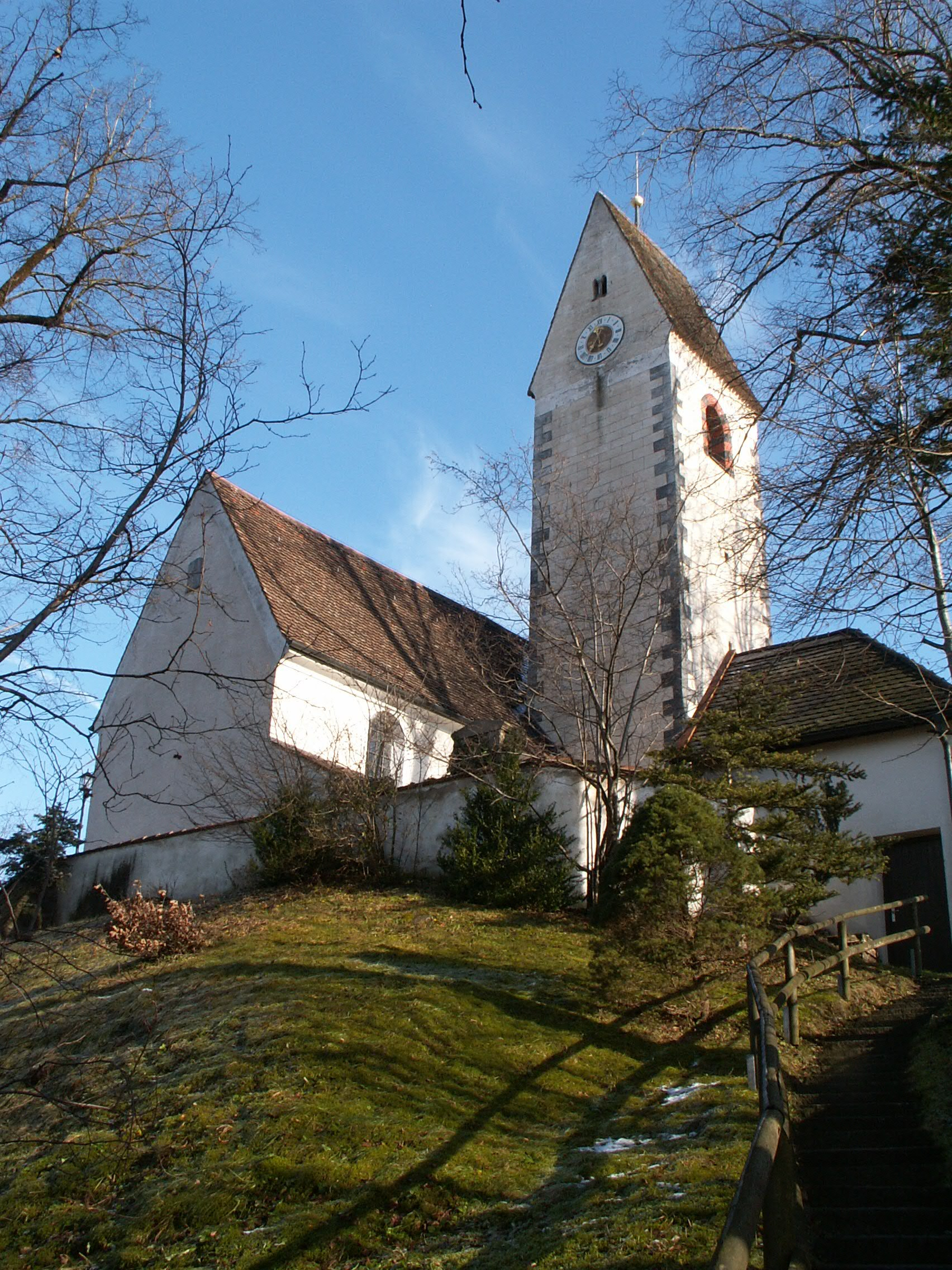
St. Martin

Dürnhausen ist ein Gemeindeteil der Gemeinde Habach im Landkreis Weilheim-Schongau (Oberbayern, Bayern). 

## Geografie
Das Kirchdorf liegt etwa zwei Kilometer östlich von Habach am südlichen Hang des Eichbichls, einem 699 m ü. NHN hohen Molasserücken, auf dessen nördlicher Flanke sich in knapp einem Kilometer Entfernung der Antdorfer Ortsteil Frauenrain befindet. Gegen Süden wird das Dorf durch den Sindelsbach begrenzt.
Durch Dürnhausen führt die Kreisstraße WM 1, die ein Stück westlich des Ortes in die Staatsstraße 2038 mündet. Östlich biegt die Kreisstraße in die Bundesstraße 472 ein, die unmittelbar südlich der Ortschaft verläuft.

## Geschichte
Dürnhausen wird erstmals erwähnt in einer Freisinger Bistumsbeschreibung aus dem 8. Jahrhundert als Durfingshausen. Weitere Namensvariationen sind Dirrenhausen und Dürrenhausen.
Hier befand sich eine Burg der Huosi, die bei der Pest-Pandemie um 1348 aufgegeben wurde.

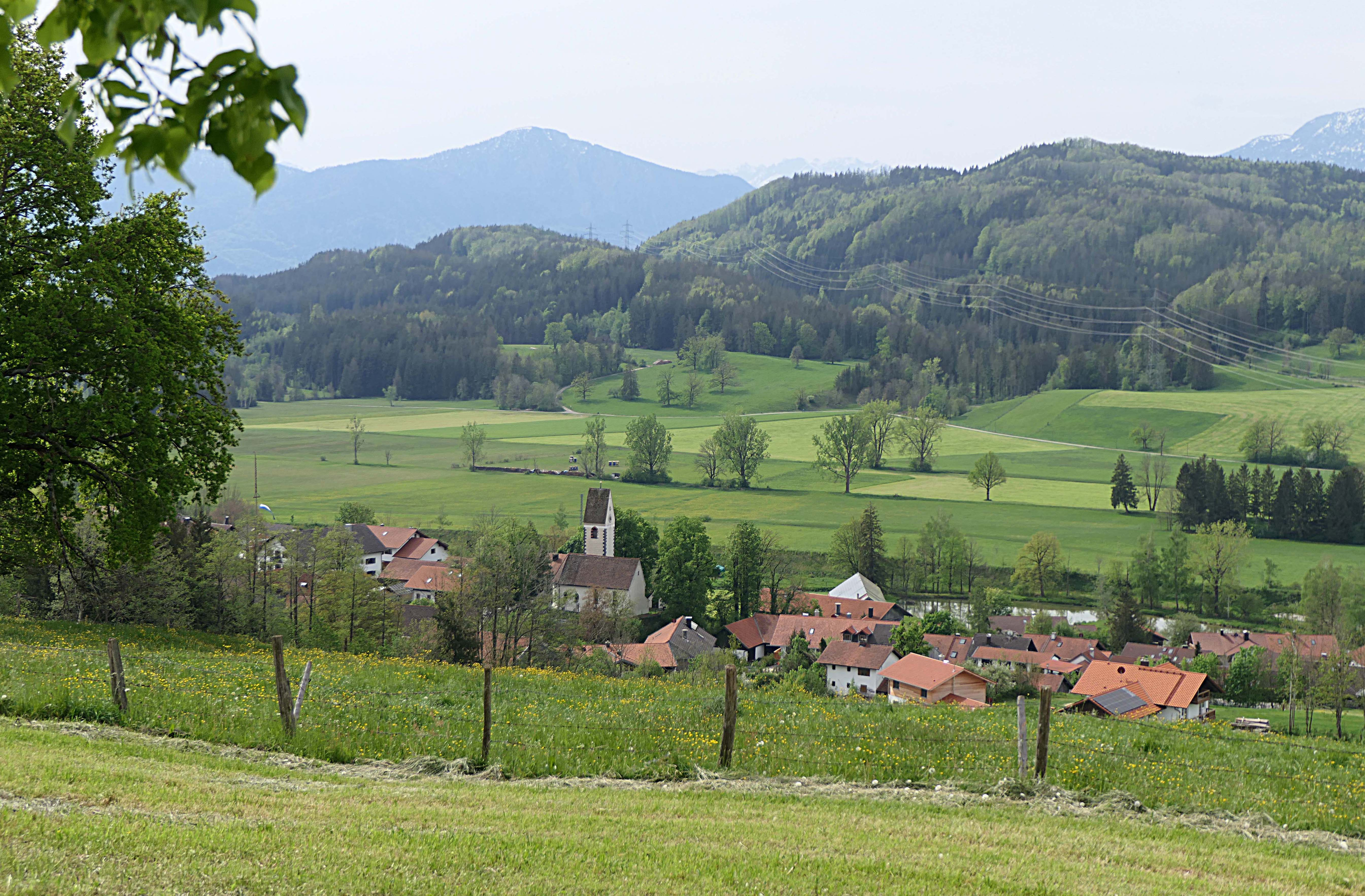
Dürnhausen von Norden

Franz Sales Gailler beschrieb Dürnhausen 1756 als „nicht zu verachtendes Dorf“.
| Jahr | Einwohner | Gebäude (ab 1885 nur Wohngebäude) |
| ---- | --------- | --------------------------------- |
| 1864 | 100       | 27 + 1 Kirche                     |
| 1871 | 90        | 32                                |
| 1885 | 125       | 22                                |
| 1900 | 115       | 22                                |
| 1925 | 147       | 23                                |
| 1950 | 194       | 24                                |
| 1970 | 142       |                                   |
| 1987 | 177       | 36                                |

## Sehenswürdigkeiten
- Römisch-katholische Filialkirche St. Martin (geweiht 1063)